# Jean Cousin cel Tânăr
Jean Cousin cel Tânăr ("le jeune", uneori dat drept Jehan în stil vechi în loc de Jean) (n. 1522, Sens, Bourgogne, Franța – d. 1594, Paris, Regatul Franței) a fost un pictor francez, născut în Sens, Franța în jurul anului 1522, fiul celebrului pictor și sculptor Jean Cousin cel Bătrân ca. 1490–cca. 1560) care a fost adesea comparat cu renumitul său contemporan, Albrecht Dürer. După ce s-a pregătit pentru a deveni artist sub conducerea tatălui său, Jean cel Tânăr a arătat la fel de mult talent ca și tatăl său, iar munca lor este aproape imposibil de distins, chiar și pentru expert. Chiar înainte de moartea sa, Jean cel Bătrân a publicat lucrarea sa Livre de Perspective în 1560, în care a remarcat că fiul său va publica în curând o lucrare intitulată Livre de Pourtraicture.
Deși au existat unele rapoarte că o ediție a Livre de Pourtraicture a fost tipărită pentru prima dată în 1571 și din nou în 1589, nu pare să existe nicio copie. În schimb, cea mai probabilă primă tipărire a lucrării a fost 1595 la Paris de către David Leclerc, cu gravuri în lemn realizate de Jean Leclerc, imediat după moartea lui Jean cel Tânăr. Cartea este una dintre cele mai faimoase pe tema anatomiei artistice și a fost tipărită din nou și din nou până la sfârșitul secolului al XVII-lea.